# Son Corró
Son Corró es un yacimiento arqueológico, concretamente un santuario, situado en el municipio español de Costich, en la isla de [[]], y datado en la época postalayótica (s.V-II A.c). Se encuentra en el kilómetro 2'8 de la carretera de Sancellas a Costich, en una elevación suave del terreno. Fue descubierto a finales del siglo XIX junto a las tres Cabezas de Toro de bronce que, ahora, se encuentran en el Museo Arqueológico Nacional de Madrid. Fue restaurado, polémicamente, en el año 1995, financiado por el ayuntamiento de Costich y el Gobierno Balear, y actualmente está adaptado para la visita al público.

## Localización
Situado  a mano derecha de la carretera de la carretera Sancellas - Costich. A unos 100m de la carretera se puede ver las columnas del santuario. Está dentro de un recinto público, cerca de la carretera, y dispone de un pequeño terreno donde poder dejar el coche, cosa que facilita que pueda ser visitado.
Si utilizamos un dispositivo de navegación por satélite, se puede detallar que sus coordenadas son las siguientes: 39º 39' 11,15N / 2º 56' o,37E.

## Historia
Este santuario data de la época postalayótica, conocida, por algunos autores, como la época talayótica III, que se puede situar, en Baleares, del siglo V a. C. hasta la conquista de las mismas por Cecilio Metelo en el año 123 a. C., fecha en la que acaba la "vida indígena independiente".
Durante este período, las Baleares intensifican los contactos con los pueblos mediterráneos vecinos, cosa que les hace verse implicadas en las guerras que sostienen los romanos y cartagineses para dominar el Mediterráneo. Con la conquista romana, la romanización no pudo acabar con la cultura existente, sobre todo en las zonas rurales y montañosas. A partir de este momento aparece la cultura epitalyótica, período romano, que irá extinguiendo poco a poco la cultura postalayótica.

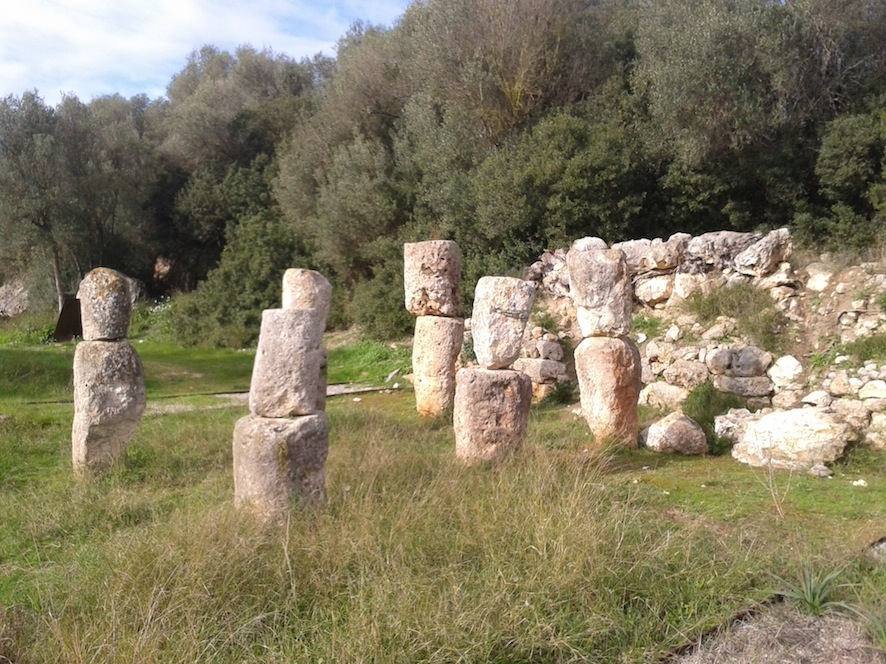
Santuario de Son Corró.

Cabe destacar que era propia de esta época construir santuarios en forma de herradura, como este que se analiza, dónde se producía un gran culto taurolátrico, al toro, que podría ser uno de los símbolos religiosos de los habitantes baleares de aquella época. Aparte del toro, tenían culto las palomas y los aguiluchos, aparte de las astas o cuernos sueltos que se han hallado en yacimientos como este, Santuario de Son Corró, o en la Cova Monja (Sancellas).
El yacimiento fue descubierto a finales del siglo XIX, concretamente en el año 1895, durante las obras de remodelación de un muro de bancal para ampliar la zona de conreo de la finca. El entonces director del Museo Arqueológico Luliano, Bartomeu Ferrà, intervino documentando y recuperando diversos materiales arqueológicos, realizó los planos y alzados del santuario, se documentó el trazado de los muros y la localización de los trece tambores o pilares monolíticos, de tendencia cilíndrica y de unos 55-75 centímetros de diámetro.
Posteriormente, el 1995, el Ayuntamiento de Costich adquirió el solar donde se ubica el santuario e inició una campaña de reexcavación y restauración dirigida por el Dr. Rosselló Bordoy que consistió en remontar los tambores documentados por Bartomeu Ferrà. Ésta fue financiada por el propio Ayuntamiento y por el Gobierno Balear.

## Descripción del yacimiento.
Situado en una loma, elevación del terreno de 5 a 10 metros sobre el terreno circundante, a más de 20 kilómetros del mar, en el corazón de Mallorca, encontramos este santuario rodeado de encinares y carrascales de acebuche y palmito donde domina la garriga. Aramburu-Zabala dice que el santuario de Son Corró podría haber pertenecido al poblado del Pujol (Costich) (2001: 39).
Dicho yacimiento una planta absidal, con una sala hipóstila, la cual pudo tener una función primaria de carácter comunal, político-social, que derivó en otras funciones, tales como santuario taurolátrico en Son Corró. Está formado por siete columnas que van desde las más pequeñas a las más altas por parejas, haciendo la séptima de altar. Las columnas más altas hacen 2’10 metros, aproximadamente, y las más bajas medio metro. Su superficie de 5 metros de largo por 4 de ancho.
Dicho santuario, se encuentra a unos 100 metros de la carretera y se puede acceder fácilmente a pie a través de un camino, tardando en llegar a él 2 minutos. Además, cuenta con un indicador de carretera, un cartel señalizador, facilitado por el Consejo de Mallorca, y un panel informativo.

## Cabezas de Toro
Junto a los restos arqueológicos del santuario se descubrieron tres cabezas de toro, en bronce, junto a otros materiales arqueológicos.
Bartomeu Ferrà advirtió que el descubridor había recibido ofertas para comprar las piezas por las 3.500 pesetas que pedía, y propuso a la Diputación Provincial su compra y hacer copias de moldes. Visto que ni la Sociedad Arqueológica Luliana, ni la Diputación pudieron pagar la cantidad, las figuras ibas a ser adquiridas por el Louvre, pero fueron compradas, finalmente, por el Estado, razón por la cual ahora se encuentran en el Museo Arqueológico Nacional de España, en Madrid.
Mucho se ha discutido sobre la función de estas cabezas de toro, aunque posiblemente eran símbolos de divinidades asociadas a la ganadería, a la fecundidad o a la guerra. También se discute sobre su origen: si fueron fabricadas en la isla por los baleares o importadas de centros más refinados.
Cabe destacar, que desde finales del siglo XX, el Ayuntamiento de Costich, ha intentado que esas piezas vuelvan a la isla. Para ello han pedido ayuda al Consejo de Mallorca y al Gobierno Balear.
Por su parte el Ayuntamiento de Costich, que ha puesto de manifiesto, en diferentes ocasiones, su interés por la vuelta de las piezas a la isla, acordó, en sesión ordinaria de 31 de octubre de 1979, pedir el apoyo de los demás ayuntamientos para que el Consejo de Mallorca solicitase que se depositaran las estatuas en el Museo de Mallorca. Aparte, en el año 1980, la alcaldesa de Costich se entrevistó en Madrid con el director del Museo Arqueológico y, posteriormente, con el ministro de Cultura, para pedirles personalmente la vuelta de las “cabezas de toro”. Visto que la solicitud no tuvo respuesta positiva, se volvió a tratar en la sesión ordinaria de 27 de junio de 1985. Además, el Ayuntamiento ha llevado a cabo una sensibilización popular divulgando el valor y el conocimiento del conjunto arqueológico entre la población. También se premiaron con pequeñas figuras de bronce, en forma de toro, a los ganadores de los concursos de pintura Villa de Costich y, en las fiestas patronales de la Mare de Déu, en 2008, las cabezas de toro, en forma de “caps grossos”, salieron por la calle a animar la fiesta por primera vez, con la aprobación del Consistorio.
Por lo que hace al Consejo de Mallorca y al Gobierno Balear, el 7 de marzo de 2005, el PSM-EN (Partido Socialista de Mallorca – Entesa) presenta una moción para recuperar el patrimonio cultural de Mallorca que está fuera de la isla. El Pleno acuerda que sea el Gobierno Balear el que negocie el depósito de la colección de los toros de Costich. La iniciativa fracasa al no tener mayoría absoluta. El 4 de abril de ese mismo año, el mismo partido político vuelve a presentar otra moción sobre el tema que, en este caso, es aprobada por unanimidad.
Por lo que hace al Parlamento, este partido presenta una proposición no de ley, en la sesión de 10 de marzo de 2005, pidiendo la recuperación de las piezas. Después del debate, que resultó ser enriquecedor por la aportación de los diferentes grupos políticos, la proposición no de ley fue aprobada por asentimiento.
El tema no se quedó en las islas, sino que también fue debatido en la Cámara del Congreso de los Diputados, dónde el portavoz del Grupo Parlamentario catalán presentó, el 18 de abril de 2006, una proposición no de ley en la Comisión de Cultura del Congreso, en la cual se pide la vuelta, sin un cambio de titularidad, de diferentes piezas del legado cultural e histórico de las islas, entre ellas las cabezas de toro.  Efectuada la votación, el 21 de junio de 2006, hubo 3 votos a favor y 33 en contra.

## Grado de conservación y potencialidad para la visita
En cuanto al grado de conservación del yacimiento, en Son Corró se identifican diversas estructuras. Se puede distinguir seis columnas formadas cada una por dos mitades unidas entre sí. Encontramos también una séptima estructura en forma de media columna que tuvo la función de altar. En cuanto al grado de conservación de las estructuras este yacimiento obtiene un 2 según la "Propuesta metodológica de catalogación" del ayuntamiento de Calviá, es decir, existen aproximadamente un 10% de evidencias de configuración y materiales. La altura máxima de estas estructuras es de 2,42 metros, por lo tanto, obtiene un valor de 1 según la "Propuesta metodológica de catalogación" del ayuntamiento de Calviá. La altura mínima del yacimiento es de 83 cm y la media que obtenemos es de 1,64 metros. En cuanto a las dimensiones, el yacimiento mide 12 metros aproximadamente de largo por 11 metros aproximadamente de ancho. Por lo tanto su superficie es den 120 metros cuadrados aproximadamente, lo que le otorga un valor de 1 según la "Propuesta metodológica de catalogación" del ayuntamiento de Calviá. Una vez recogidos estos datos es posible calcular la media de monumentalidad del conjunto que se obtiene realizando la suma de las tres valoraciones y dividir el resultado entre 3. En este caso concreto (1+2+1)/3 da un resultado de 1,34.
En cuanto a la potencialidad para la visita del yacimiento hay que decir que éste se encuentra señalizado para ayudar a su localización y que dispone de un panel informativo. Aparecen referencias y explicaciones de este yacimiento en diversas páginas web, así como también en la página web del Ayuntamiento de Costich. Además, está en proyecto la construcción de un centro de interpretación del yacimiento. Por otra parte se recoge información de este yacimiento en diversos libros y manuales sobre la arqueología de las Islas Baleares.

## Actualidad
En la actualidad, según un artículo de María Nadal en el Diario de Baleares de 29 de enero de 2011, el alcalde informa que “se ha llevado a cabo la delimitación del muro del antiguo templo y su interior, así como, una limpieza integral de la zona y una remodelación de la placa informativa, que explica la historia del yacimiento en cuatro idiomas”. Además, “el Consistorio tiene en mente el retorno de las Cabezas de Toro a Mallorca y construir el centro de interpretación en Son Corró”.
Por tanto, actualmente, el yacimiento del Santuario de Son Corró está en un buen estado de conservación y es de fácil acceso para los visitantes.